# Emil Nagel
Emil Carl Nagel (* 24. März 1853 in Karlsruhe;; † nach 1889) war ein deutscher Offizier und Afrikareisender.

## Leben
Emil Nagel kam als Kind des Hutmachers Carl und Caroline Nagel, geb. Scherer, in Karlsruhe zur Welt. Er besuchte das Großherzogliche Lyceum zu Karlsruhe. Nach seiner Schulzeit trat Nagel in die badische Armee bzw. in das deutsche Heer ein und wurde Premierleutnant im 1. Badischen Leibgrenadierregiment Nr. 109.

### In Südafrika
Nagel schied aus dem aktiven Militärdienst aus und ging nach Südafrika. Im Jahr 1876 reiste er von Pietermaritzburg durch die Kolonie Natal in den Oranje-Freistaat und in das Matabeleland. Über diese Reise veröffentlichte Nagel einen Artikel in der Zeitschrift Petermanns Geographische Mitteilungen. Später siedelte er sich im Pondoland an. Das Gebiet der heutigen Republik Südafrika war in der zweiten Hälfte des 19. Jahrhunderts noch kein einheitlicher Nationalstaat, sondern bestand aus britischen Kolonien, burischen Republiken und noch teilweise unabhängigen, afrikanischen Gebieten. Die Kontrolle über letztere wurde zum Ziel von Missions-, Kolonial- und Siedlungsbestrebungen. Eine kleine deutsche Strömung dieser Bestrebungen stützte sich auf Initiativen von Auslandsdeutschen. Zu ihnen zählten neben Nagel etwa August Einwald und Adolf Schiel.

### Die Pondoland-Konzession

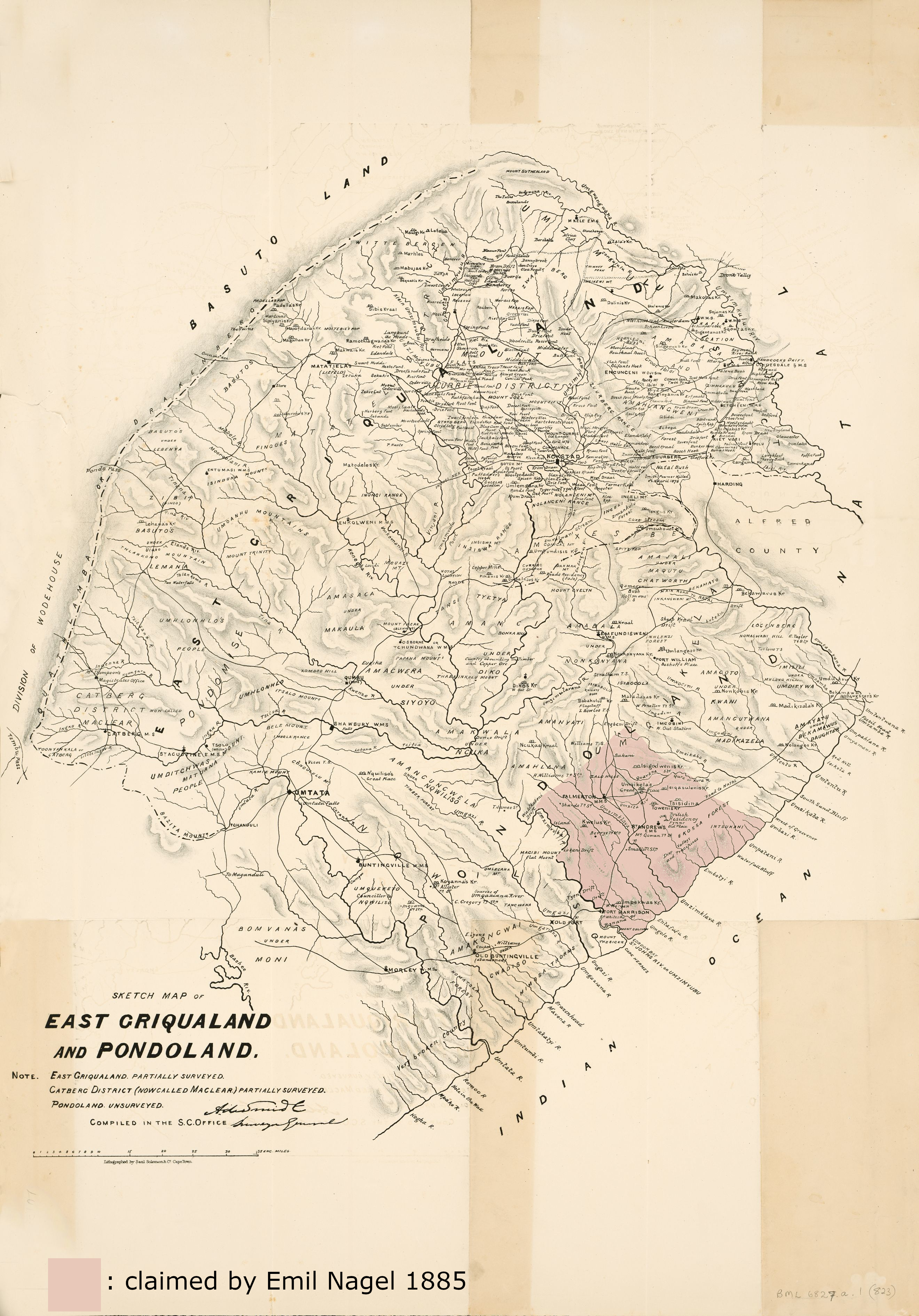
Karte des Pondolands und Ost-Griqualands von 1880
Konzessionsgebiet von Emil Nagel

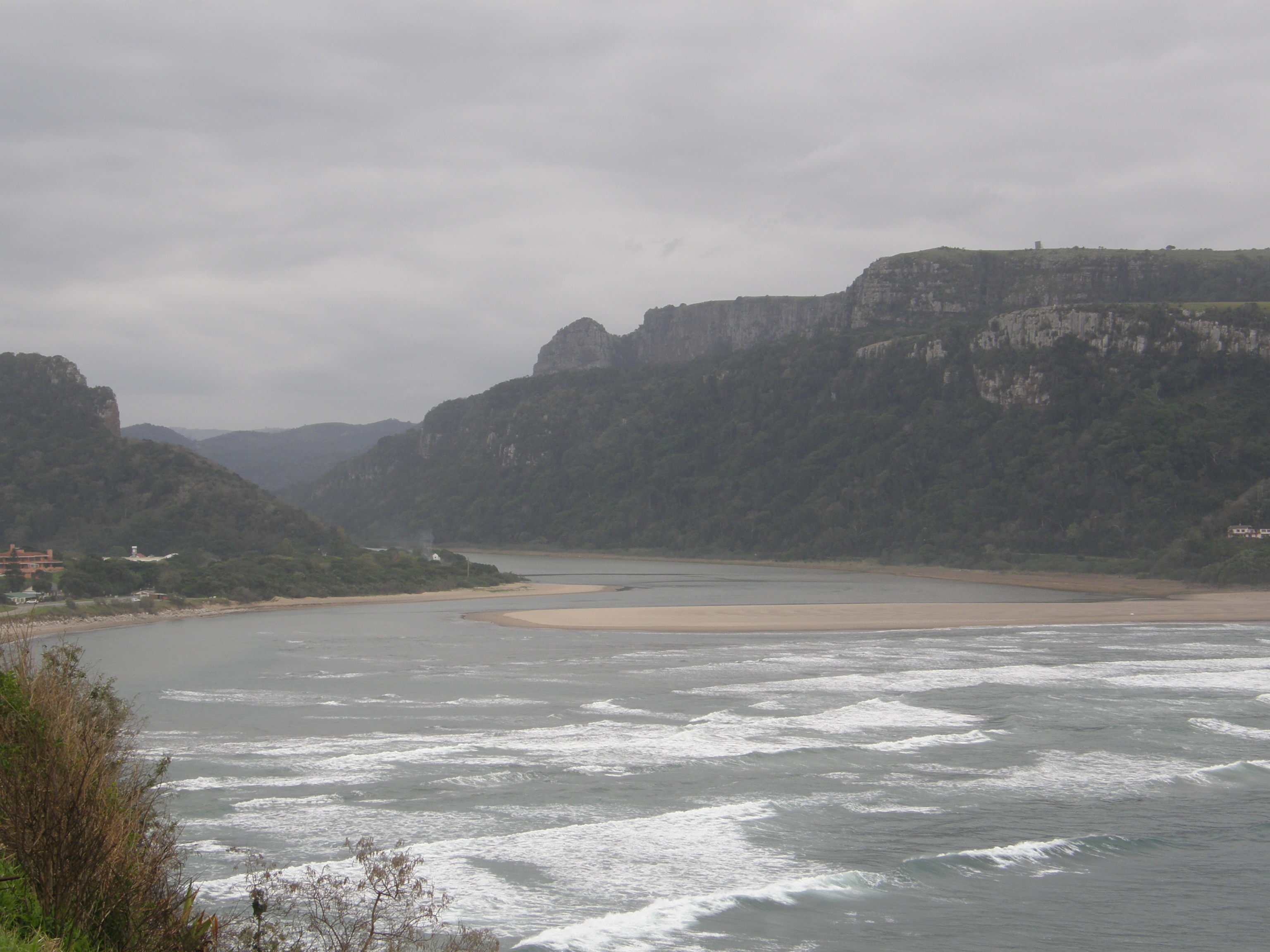
Blick auf das Konzessionsgebiet bei Port St. Johns an der Mzimvubu-Mündung (rechtes Flussufer; Foto von 2007)

Am 20. Juni 1885 schloss Nagel mit den Oberhäuptern des Pondolandes, den Brüdern Umhlangaso und Umquikela, Vereinbarungen über eine Landkonzession für eine Land- und Kolonisationsgesellschaft. Das Konzessionsgebiet hatte eine Fläche von etwa 160 englischen Quadratmeilen oder 41.125 Hektar. Es lag östlich des Flusses Mzimvubu und beinhaltete ein Waldgebiet, den Egosa- oder Ekossi-Busch. Der Küstenabschnitt reichte bis zur nördlichen Wild Coast am Indischen Ozean zwischen dem 31. und 32. südlichen Breitengrad. Im Gegenzug sagte Nagel den Bewohnern Pondolands Schutz vor den Briten zu. Außerdem sollten zwei Söhne der Königsfamilie durch die Hermannsburger Mission in Deutschland erzogen werden. Nagel brachte die beiden Pondojungen via Durban nach Deutschland und behandelte sie fortan wie ein Faustpfand gegenüber den Pondoherrschern. Einer der Königssöhne, der siebzehnjährige Oskar Umhlangaso erkrankte jedoch schon bald nach seiner Ankunft in Deutschland so schwer, dass er mithilfe der Missionare wieder abreiste und noch auf der Rückfahrt nach Afrika verstarb. Durch diesen tragischen Vorfall und aufgrund unhaltbarer Versprechungen wurde Nagel im Pondoland zur Persona non grata. In den folgenden Monaten warb Nagel in Berlin erfolglos um Anerkennung der Vereinbarungen zur Errichtung einer deutschen Kolonie. Obwohl die deutsche Regierung nie ernsthaft in Erwägung zog, das Pondoland zu annektieren, wurde Nagels Initiative durch das Empire wachsam verfolgt und die Korrespondenz zur Pondoland-Affäre dokumentiert. Schließlich wurde das Pondoland im Jahr 1887 ein Protektorat Großbritanniens. An der späteren Übertragung der Konzessionsrechte und -pflichten auf die Deutsche Pondoland-Gesellschaft war Nagel nicht mehr persönlich beteiligt.
Über den weiteren Lebensweg Nagels ist nur wenig bekannt. Im April 1886 verlobte er sich mit Clara Schleich, Tochter des Ehepaares Wilhelm und Elisabeth Schleich, geb. Vollmer, aus Berlin. Die standesamtliche Heirat fand am 11. September 1886 in Berlin statt. Der badische Großherzog Friedrich I. gewährte Nagel 1889 eine Unterstützung. Im selben Jahr bat Nagel beim Badischen Staatsministerium um Einstellung ins Auswärtige Amt.

## Schriften
- Die nördlichen Goldfelder des Matabili-Landes – Aus dem Tagebuch eines Afrikareisenden. In: Petermanns Geographische Mitteilungen, 28. Band, 1882, S. 342–347. (Online auf den Seiten der Universität Jena.)
- Praktisches Hülfsbuch der Kaffern-Sprache. Zur leichten Verständigung mit den eingeborenen Kaffern Süd-Afrikas. T. O. Weigel, Leipzig 1887. (Online auf den Seiten der Goethe-Universität Frankfurt am Main.)
- zusammen mit M. Bauer und F. Hendweiller: Verwerthung des E. Nagel'schen Vertrages über Landerwerb im Pondolande, Süd-Afrika. Gronau, 1885.
- Erlebnisse in Afrika, in: Wilhelm Spemann (Hrsg.): Vom Fels zum Meer. Band 1 (Oktober 1887 bis März 1888), S. 1579 ff.